# Ноел Кавард
Сер Ноел Пірс Кавард (англ. Sir Noël Peirce Coward; | noël ˈpɪrs ˈkaʊəd |; 16 грудня 1899, Теддінгтон — 26 березня 1973, Ямайка) — англійський драматург, актор, композитор і режисер. Майстер «добре зробленої п'єси» з дотепними діалогами, сповненими іронії і гумору. Автор кількох сотень пісень.

## Біографія

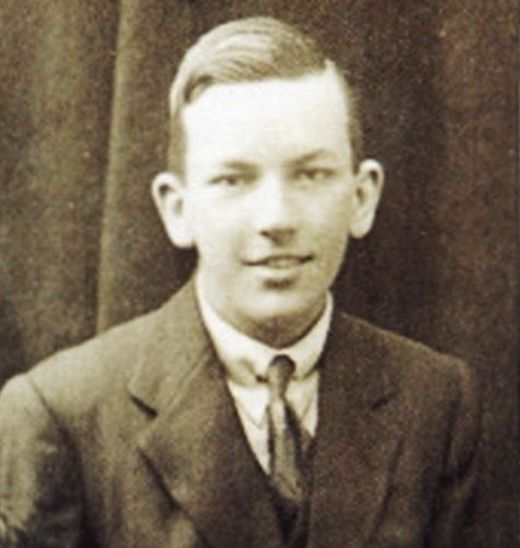
Ноел Ковард близько 1914 року

Ноел Кавард народився 16 грудня 1899 року в Теддінгтоні, в сім'ї музикантів. В 11 років вийшов на театральну сцену у складі трупи Ч. Хотрі й придбав широку популярність як актор-підліток. У 1918 році проходив службу в армії.
Перші п'єси Каварда «Залишаю це на ваш розсуд» (англ. I'll Leave It To You) і «Свіжа думка» (англ. The Young Idea) були поставлені в 1922 і 1924 роках, відповідно, але залишилися непоміченими. В обох постановках головну роль зіграв сам автор. Успіх до нього прийшов в 1924 році з постановкою п'єси «Вир» (причому головну роль в цій п'єсі Кавард знову-таки писав під себе).
На початку 1930-х років за Каварда закріпилася репутація одного з найбільш популярних драматургів англомовного світу. За його п'єсами ставляться фільми, що стали класикою Голлівуду. У період свого творчого розквіту Кавард складає музичні п'єси і номера, а також оперету Bitter Sweet і п'єсу «Сінна лихоманка» (1925), яка була поставлена на багатьох сценах світу. Крім драматичних творів, з-під пера Каварда вийшли повісті та романи: «І полум'я битв, і святкування перемоги» (1960) і «Гарненька Полі Барлоу» (1964).
Влітку 1941 в Лондоні дебютувала найуспішніша п'єса Каварда, «Невгамовний дух»; перша постановка витримала тисяча дев'ятсот дев'яносто сім вистав, встановивши національний рекорд театрального довголіття (перевершений тільки в 1957 році «Мишоловкою» Агати Крісті).
На початку Другої світової війни Кавард керував британським бюро пропаганди в Парижі. За завданням секретних служб лобіював в США рішення про вступ у війну проти Німеччини. За патріотичну стрічку «В якому ми служимо» (1942), зняту в тандемі з Девідом Ліном, Ноел Кавард отримав почесний «Оскар». У 1967 році був нагороджений лицарським званням.
Кавард був неодружений. Його партнер Грем Пейн згодом розповів про роки, проведені в цивільному шлюбі з актором, у своїй автобіографії, «Моє життя з Ноелем Кавардом» (1994). Помер Кавард на Ямайці 26 березня 1973 роки; Пейн згодом перетворив ямайський маєток в неофіційний музей пам'яті свого друга. У 2006 році ім'ям Ноела Каварда названий один з лондонських театрів.